# Otto Lindblad
Otto Jonas Lindblad (Karlstorp, 31 de març de 1809 - Mellby, 26 de gener de 1864), va ser un compositor suec. És famós per la partitura musical de Kungssången, l'himne reial de Suècia.

## Biografia
Lindblad era fill del comissari K. J. Lindblad a la parròquia de Karlstorp. Després d'estudiar a l'escola secundària de Växjö, va arribar a Lund el 1829 i va ser una de les forces més importants quan la cançó dels estudiants de Lund durant la dècada de 1830 es va desenvolupar i va prendre formes més fermes dins de l'Associació de Cançons d'Estudiants de Lund. Moltes de les seves composicions encara formen part del "repertori tribal" nòrdic i s'executen, sobretot, en relació amb les celebracions de Walpurgis i els homenatges de primavera a la regió nòrdica.
El 1837 es va graduar amb una llicenciatura i el 1844 amb un màster, però la seva situació financera a la universitat va romandre incerta i el 1847 es va traslladar de Lund per ocupar un lloc de rellotger a Norra Mellby. Tanmateix, va continuar fent aparicions com a convidat a Lund i sovint va col·laborar amb el poeta C.V.A. Strandberg (signa Talis Qualis) com a lletrista. El 1846, Lindblad va dirigir un quartet de cantants estudiants en la primera gira de cant per Suècia. L'objectiu era recaptar fons per a la construcció de l'Associació Acadèmica.
Lindblad va ser elegit el 30 de novembre de 1857 com a membre (núm. 353) de la Royal Academy of Music.
La seva sepultura es pot trobar al cementiri de Norra Mellby al sud de Hässleholm a Skåne. Un carrer (carretera d'Otto Lindblad) al districte Professorsstaden de Lund porta el nom de Lindblad. Des de 1908, un bust de Lindblad, fet per l'escultor John Börjeson, es troba a Lundagård.

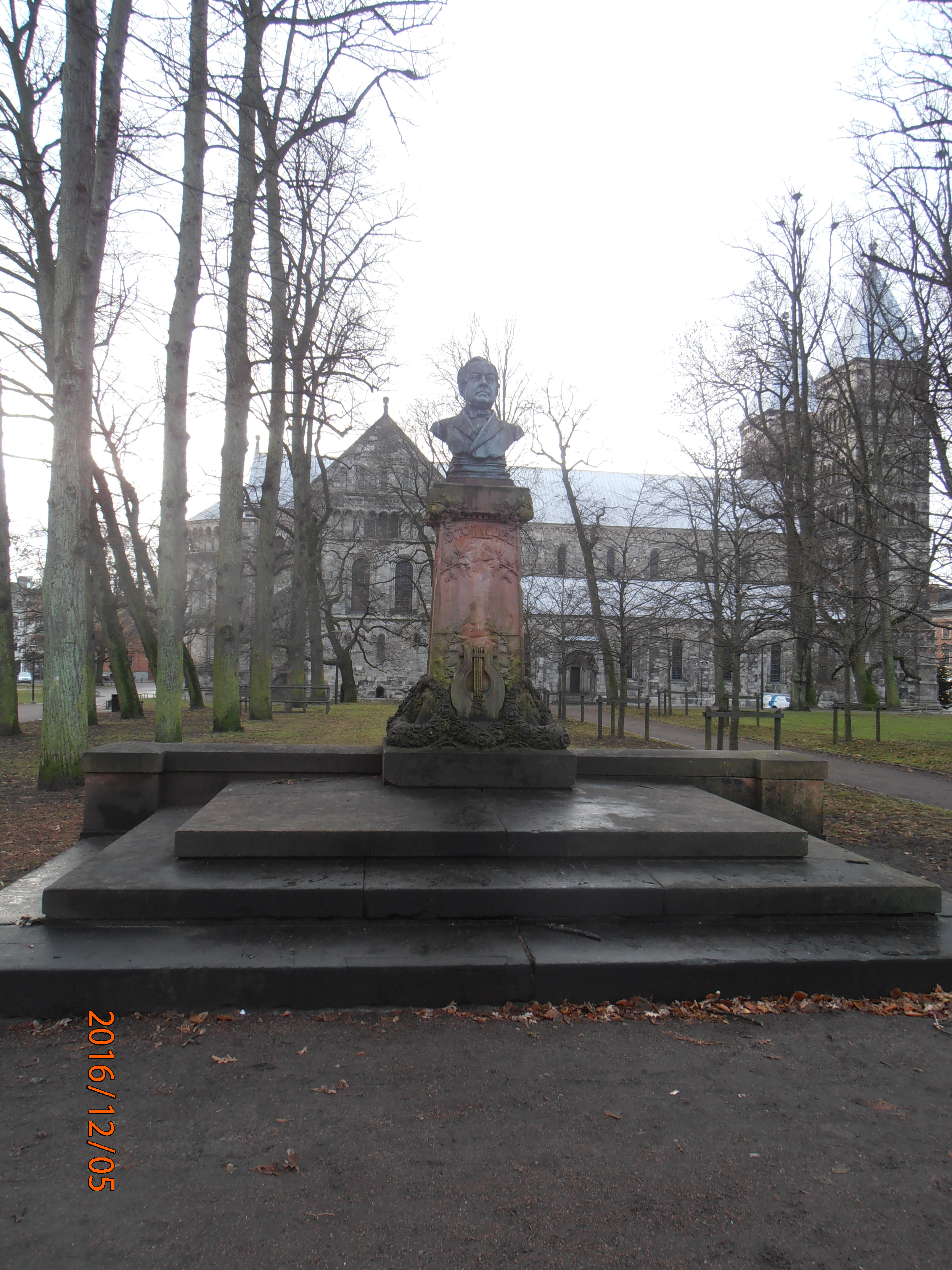
Monument a Lindblad en uns jardins de Lund

El 2018, la Fundació Mellby Gård, l'Associació de cant d'estudiants de Lund, el cor Otto Lindblad i Sösdala Hembygds och Fornminnesförening van establir la beca Otto Lindblad. L'emprenedora Rune Andersson dona a la beca a través de la fundació Mellby Gård. El premi s'ha instituït per a joves solistes vocals, que apunten a una carrera internacional. La beca Otto Lindblad es va atorgar per primera vegada el 17 de març de 2019, en un concert amb la Lund Student Singing Association a l'església de Norra Mellby i, a continuació, cada dos anys durant dotze anys. La soprano Karin Blom, nascuda el 1996 a Estocolm, fou la becada del 2019 i estudiant de la Vadstena Sång-och Pianoakademi.